# Lesvos: Kolpos Kallonis Kai Chersaia Paraktia Zoni
Lesvos: Kolpos Kallonis Kai Chersaia Paraktia Zoni este o arie protejată (arie specială de conservare — SAC, sit de importanță comunitară — SCI) din Grecia întinsă pe o suprafață de 18.804,61 ha, integral pe uscat.

## Localizare
Centrul sitului Lesvos: Kolpos Kallonis Kai Chersaia Paraktia Zoni este situat la coordonatele 39°08′58″N 26°11′57″E / 39.149541°N 26.199135°E.

## Înființare
Situl Lesvos: Kolpos Kallonis Kai Chersaia Paraktia Zoni a fost declarat sit de importanță comunitară în august 1996 pentru a proteja 6 specii de animale. Situl a fost protejat și ca arie specială de conservare în martie 2011.

## Biodiversitate
Situată în ecoregiunile marină mediteraneană și mediteraneană, aria protejată conține 19 habitate naturale: Bancuri de nisip acoperite în permanență slab de apă marină, Straturi cu Posidonia (Posidonion oceanicae), Terase mlăștinoase și terase nisipoase neacoperite de apă la reflux, Lagune de coastă, Golfuri mici largi și golfuri puțin adânci, Recifuri, Vegetație anuală la limita mareei, Faleze cu vegetație de Limonium spp. endemic de pe coastele mediteraneene, Salicornia și alte specii anuale care populează regiunile mlăștinoase și nisipoase, Pășuni mediteraneene udate de apa mării (Juncetalia maritimi), Tufărișuri halofile mediteraneene și termo-atlantice (Sarcocornetea fruticosi), Dune mobile cu vegetație embrionară, Dune cu tufărișuri sclerofile Cisto-Lavenduletalia, Iazuri temporare mediteraneene, Sarcopoterium spinosum phryganas, Pseudostepă cu ierburi și specii anuale de Thero-Brachypodietea, Galerii și tufărișuri riverane sudice (Nerio-Tamaricetea și Securinegion tinctoriae), Păduri de Quercus macrolepis, Păduri de pin mediteraneene cu pini mezogeni endemici.
La baza desemnării sitului se află mai multe specii protejate:
- pești (1): Aphanius fasciatus
- reptile (5): Chelonia mydas, țestoasa de baltă (Emys orbicularis), Mauremys rivulata, Testudo graeca, elaphe situla (Zamenis situla)

Pe lângă speciile protejate, pe teritoriul sitului au mai fost identificate 10 specii de plante, 4 specii de amfibieni, 1 specie de mamifere, 5 specii de nevertebrate, 1 specie de pești, 7 specii de reptile.